# Stanley-Cup-Playoffs 1957
Die Playoffs um den Stanley Cup des Jahres 1957 begannen am 26. März 1957 und endeten am 16. April 1957 mit dem 4:1-Sieg der Canadiens de Montréal gegen die Boston Bruins. Die Canadiens errangen somit ihren zweiten Titel in Folge sowie den insgesamt neunten der Franchise-Geschichte, womit sie mit den Toronto Maple Leafs als Rekordsieger des Stanley Cups gleichzogen. Zudem stellten sie in Person von Bernie Geoffrion den Topscorer und besten Torschützen dieser Playoffs. Die Boston Bruins hingegen verloren nach 1946 und 1953 das dritte Endspiel in Folge mit dem Endergebnis von 1:4 gegen Montréal.

## Modus
Für die Playoffs qualifizierten sich die vier besten Teams der Liga. Im Halbfinale standen sich der Erste und der Dritte sowie der Zweite und der Vierte der Abschlusstabelle gegenüber. Die jeweiligen Sieger bestritten anschließend das Stanley-Cup-Finale.
Alle Serien wurden dabei im Best-of-Seven-Modus ausgetragen, das heißt, dass ein Team vier Siege zum Weiterkommen benötigte. Das höher gesetzte Team hatte dabei in den ersten beiden Spielen Heimrecht, die nächsten beiden das gegnerische Team. Sollte bis dahin kein Sieger aus der Runde hervorgegangen sein, wechselte das Heimrecht von Spiel zu Spiel. So hatte die höher gesetzte Mannschaft in den Spielen 1, 2, 5 und 7, also vier der maximal sieben Spiele, einen Heimvorteil.
Bei Spielen, die nach der regulären Spielzeit von 60 Minuten unentschieden blieben, folgte die Overtime. Sie endete durch das erste erzielte Tor (Sudden Death).

## Qualifizierte Teams
- (1) Detroit Red Wings
- (2) Canadiens de Montréal
- (3) Boston Bruins
- (4) New York Rangers

## Playoff-Baum
|  | Halbfinale | Halbfinale            | Halbfinale |  |  | Stanley-Cup-Finale | Stanley-Cup-Finale    | Stanley-Cup-Finale |
|  |            |                       |            |  |  |                    |                       |                    |
|  |            |                       |            |  |  |                    |                       |                    |
|  | 1          | Detroit Red Wings     | 1          |  |  |                    |                       |                    |
|  | 3          | Boston Bruins         | 4          |  |  |                    |                       |                    |
|  |            |                       |            |  |  | 3                  | Boston Bruins         | 1                  |
|  |            |                       |            |  |  | 2                  | Canadiens de Montréal | 4                  |
|  | 2          | Canadiens de Montréal | 4          |  |  |                    |                       |                    |
|  | 4          | New York Rangers      | 1          |  |  |                    |                       |                    |
|  |            |                       |            |  |  |                    |                       |                    |

## Halbfinale

### (1) Detroit Red Wings – (3) Boston Bruins
| 26. März 1957 | Detroit Red Wings Ted Lindsay (0:50) | 1:3 (1:1, 0:1, 0:1) Spielbericht Stand: 0:1 | Boston Bruins Jack Caffery (18:42) Doug Mohns (20:38) Réal Chevrefils (40:49) | Detroit Olympia, Detroit, Michigan |

| 28. März 1957 | Detroit Red Wings Red Kelly (6:57) Gordie Howe (11:32) Metro Prystai (13:14) Alex Delvecchio (23:50) Billy Dea (30:27) Lorne Ferguson (40:33) Norm Ullman (43:39) | 7:2 (3:0, 2:0, 2:2) Spielbericht Stand: 1:1 | Boston Bruins Fleming Mackell (41:59) Leo Boivin (57:52) | Detroit Olympia, Detroit, Michigan |

| 31. März 1957 | Boston Bruins Vic Stasiuk (8:11) Leo Boivin (12:00) Leo Labine (38:26) Cal Gardner (53:28) | 4:3 (2:1, 1:0, 1:2) Spielbericht Stand: 2:1 | Detroit Red Wings Alex Delvecchio (15:16) Gordie Howe (41:32) Billy Dea (43:11) | Boston Garden, Boston, Massachusetts |

| 2. April 1957 | Boston Bruins Réal Chevrefils (6:00) Vic Stasiuk (45:43) | 2:0 (1:0, 0:0, 1:0) Spielbericht Stand: 3:1 | Detroit Red Wings | Boston Garden, Boston, Massachusetts |

| 4. April 1957 | Detroit Red Wings Alex Delvecchio (9:52) Ted Lindsay (40:36) Metro Prystai (57:59) | 3:4 (1:0, 0:1, 2:3) Spielbericht Stand: 1:4 | Boston Bruins Buddy Boone (32:10) Leo Labine (46:18) Doug Mohns (50:21) Cal Gardner (55:16) | Detroit Olympia, Detroit, Michigan |

### (2) Canadiens de Montréal – (4) New York Rangers
| 26. März 1957 | New York Rangers Camille Henry (17:01) | 1:4 (1:1, 0:0, 0:3) Spielbericht Stand: 0:1 | Canadiens de Montréal Bernie Geoffrion (15:07) Maurice Richard (47:02) Bernie Geoffrion (59:21) Jean Béliveau (59:30) | Madison Square Garden, New York City, New York Anm. |

| 28. März 1957 | New York Rangers Camille Henry (21:35) Dave Creighton (24:32) Bill Gadsby (44:58) Andy Hebenton (73:38) | 4:3 n. V. (0:0, 2:2, 1:1, 1:0) Spielbericht Stand: 1:1 | Canadiens de Montréal Henri Richard (22:12) Maurice Richard (34:11) Bernie Geoffrion (54:58) | Madison Square Garden, New York City, New York Anm. |

| 26. März 1957 | Canadiens de Montréal Maurice Richard (7:27) Jean Béliveau (14:56) Bernie Geoffrion (20:42) Bernie Geoffrion (34:23) Dickie Moore (35:04) Jean Béliveau (50:55) Bernie Geoffrion (54:20) Dickie Moore (59:14) | 8:3 (2:1, 3:2, 3:0) Spielbericht Stand: 2:1 | New York Rangers Andy Bathgate (18:59) Dave Creighton (30:51) Andy Bathgate (35:31) | Forum de Montréal, Montréal, Québec Anm. |

| 2. April 1957 | Canadiens de Montréal Bernie Geoffrion (49:22) Henri Richard (51:28) Phil Goyette (53:08) | 3:1 (0:1, 0:0, 3:0) Spielbericht Stand: 3:1 | New York Rangers Andy Hebenton (6:42) | Forum de Montréal, Montréal, Québec Anm. |

| 4. April 1957 | Canadiens de Montréal Jean Béliveau (36:41) Floyd Curry (37:53) Jean Béliveau (39:40) Maurice Richard (61:11) | 4:3 n. V. (0:0, 3:0, 0:3, 1:0) Spielbericht Stand: 4:1 | New York Rangers Parker MacDonald (45:28) George Sullivan (52:21) Harry Howell (54:07) | Forum de Montréal, Montréal, Québec |

## Stanley-Cup-Finale

### (2) Canadiens de Montréal – (3) Boston Bruins
| 6. April 1957 | Canadiens de Montréal Maurice Richard (30:39) Maurice Richard (33:29) Bernie Geoffrion (35:35) Maurice Richard (37:00) Maurice Richard (58:17) | 5:1 (0:0, 4:1, 1:0) Spielbericht Stand: 1:0 | Boston Bruins Fleming Mackell (27:37) | Forum de Montréal, Montréal, Québec |

| 9. April 1957 | Canadiens de Montréal Jean Béliveau (22:27) | 1:0 (0:0, 1:0, 0:0) Spielbericht Stand: 2:0 | Boston Bruins | Forum de Montréal, Montréal, Québec |

| 11. April 1957 | Boston Bruins Don McKenney (26:16) Fleming Mackell (59:16) | 2:4 (0:3, 1:0, 1:1) Spielbericht Stand: 0:3 | Canadiens de Montréal Bernie Geoffrion (1:30) Floyd Curry (14:39) Bernie Geoffrion (19:54) Phil Goyette (47:31) | Boston Garden, Boston, Massachusetts |

| 14. April 1957 | Boston Bruins Fleming Mackell (2:56) Fleming Mackell (59:40) | 2:0 (1:0, 0:0, 1:0) Spielbericht Stand: 1:3 | Canadiens de Montréal | Boston Garden, Boston, Massachusetts |

| 16. April 1957 | Canadiens de Montréal André Pronovost (18:11) Dickie Moore (20:14) Bernie Geoffrion (35:12) Don Marshall (57:38) Floyd Curry (58:31) | 5:1 (1:0, 2:0, 2:1) Spielbericht Stand: 4:1 | Boston Bruins Leo Labine (53:43) | Forum de Montréal, Montréal, Québec |

### Stanley-Cup-Sieger
| Stanley-Cup-Sieger Canadiens de Montréal | Torhüter: Gerry McNeil, Jacques Plante Verteidiger: Doug Harvey, Tom Johnson, Dollard St. Laurent, Jean-Guy Talbot, Bob Turner Angreifer: Jean Béliveau, Connie Broden, Floyd Curry, Bernie Geoffrion, Phil Goyette, Don Marshall, Dickie Moore, Bert Olmstead, André Pronovost, Claude Provost, Henri Richard, Maurice Richard (C) Cheftrainer: Toe Blake General Manager: Frank J. Selke |

## Beste Scorer
Abkürzungen: GP = Spiele, G = Tore, A = Assists, Pts = Punkte, PIM = Strafminuten; Fett: Bestwert
| Spieler          | Team     | GP | G  | A | Pts | PIM |
| ---------------- | -------- | -- | -- | - | --- | --- |
| Bernie Geoffrion | Montréal | 10 | 11 | 7 | 18  | 2   |
| Jean Béliveau    | Montréal | 10 | 6  | 6 | 12  | 15  |
| Maurice Richard  | Montréal | 10 | 8  | 3 | 11  | 8   |
| Dickie Moore     | Montréal | 10 | 3  | 7 | 10  | 4   |
| Bert Olmstead    | Montréal | 10 | 0  | 9 | 9   | 13  |
| Fleming Mackell  | Boston   | 10 | 5  | 3 | 8   | 4   |
| Henri Richard    | Montréal | 10 | 2  | 6 | 8   | 10  |
| Gordie Howe      | Detroit  | 5  | 2  | 5 | 7   | 6   |
| Doug Harvey      | Montréal | 10 | 0  | 7 | 7   | 10  |
| Ted Lindsay      | Detroit  | 5  | 2  | 4 | 6   | 8   |

## Beste Torhüter
Die kombinierte Tabelle zeigt die jeweils drei besten Torhüter in den Kategorien Gegentorschnitt und Fangquote sowie die jeweils Führenden in den Kategorien Shutouts und Siege.
Abkürzungen: GP = Spiele, Min = Eiszeit (in Minuten), W = Siege, L = Niederlagen, GA = Gegentore, SO = Shutouts, Sv% = gehaltene Schüsse (in %), GAA = Gegentorschnitt; Fett: Bestwert; Sortiert nach Gegentorschnitt.
Erfasst werden nur Torhüter mit 120 absolvierten Spielminuten.
| Spieler        | Team       | GP | Min    | W | L | GA | SO | Sv%  | GAA  |
| -------------- | ---------- | -- | ------ | - | - | -- | -- | ---- | ---- |
| Jacques Plante | Montréal   | 10 | 614:19 | 8 | 2 | 17 | 1  | 93,6 | 1,66 |
| Don Simmons    | Boston     | 10 | 600:00 | 5 | 5 | 29 | 2  | 89,2 | 2,90 |
| Glenn Hall     | Detroit    | 5  | 300:00 | 1 | 4 | 15 | 0  | 88,4 | 3,00 |
| Gump Worsley   | NY Rangers | 5  | 314:19 | 1 | 4 | 21 | 0  | 89,3 | 4,01 |